# Ernst Friedrich Adickes

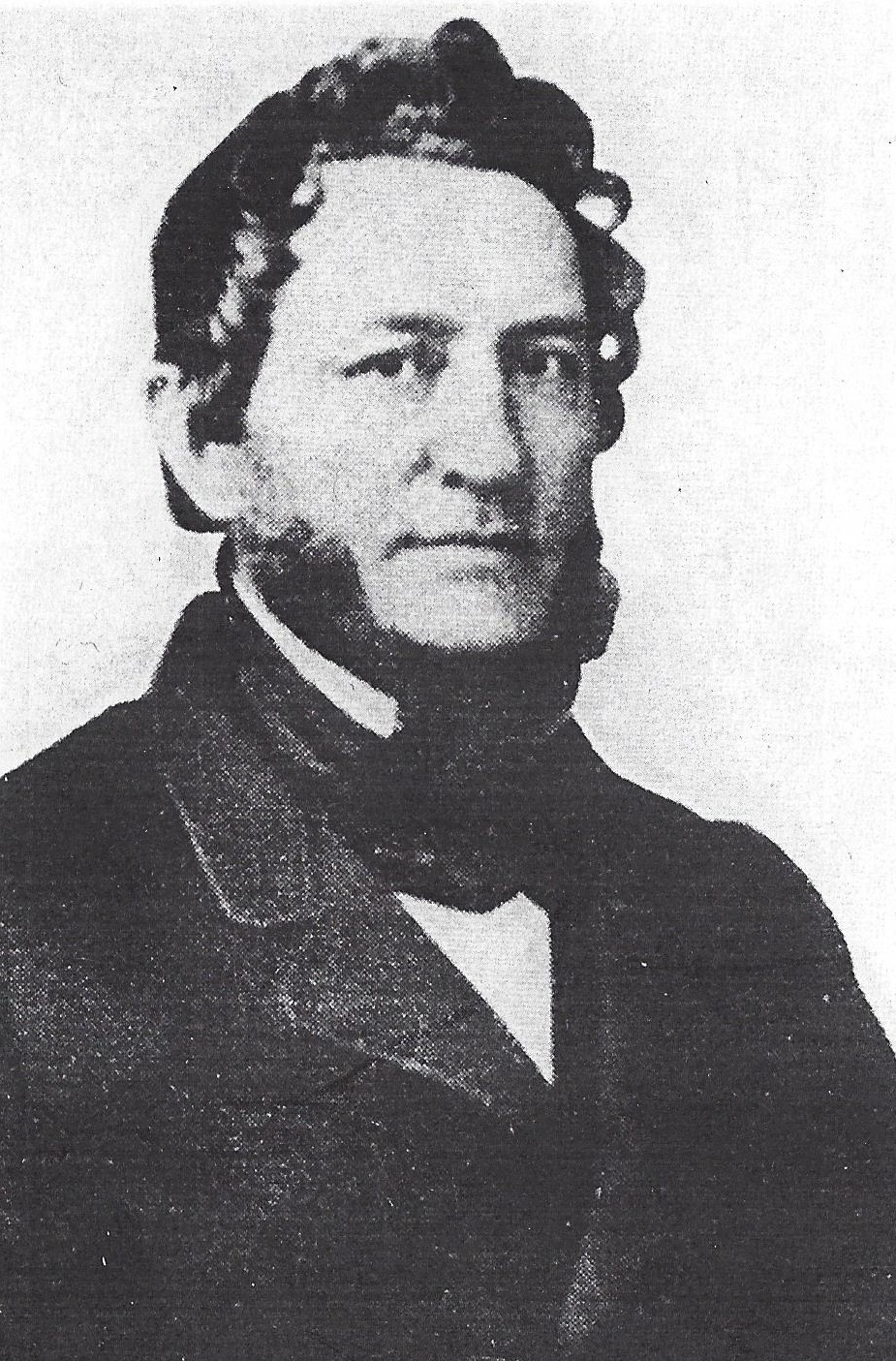
Ernst Friedrich Adickes, vor 1868

Ernst Friedrich Adickes (* 7. März 1811 in Cappel; † 26. Januar 1878 in Hannover) war ein deutscher Politiker und Mitglied des Reichstages.

## Leben
Der Vater von Ernst Adickes war Deich- und Landesvorsteher im Königreich Hannover.
Ernst Adickes war Rittergutsbesitzer und Unternehmer. 1853 gründete er die Wurster Schifffahrtsgesellschaft und war Vizepräsident der Geestemünder Dockkompanie. Weiterhin war er Bevollmächtigter der Bremer und Hamburger See-Assekuranz-Kompanien. Er gründete die Eisenbahngesellschaft Hannover-Altenbecken sowie die Löhne-Vienenburg Bahn. Auch war er Mitbegründer der Fischereigesellschaft Weser. Die Handelskammer von Geestemünde zählte ihn zu seinen hervorragenden Mitgliedern. Weiterhin war Adickes Vizepräsident für die landwirtschaftliche Gesellschaft für die Provinz Bremen.
Neben seiner unternehmerischen Tätigkeit widmete sich Adickes der Politik. Er war Präsident der Landesversammlung des Landes Wursten und ab 1842 Mitglied der Provinziallandschaft von Bremen und Verden. Von 1840 bis 1866 war er Mitglied der zweiten Kammer des Landtages von Hannover. 1848 war Ernst Adickes Mitglied der Condeputiertenversammlung von Hannover. Im Provinziallandtag von Hannover war er von 1867 bis 1878 vertreten. Er gehörte von 1867 bis 1870 dem Preußischen Abgeordnetenhaus für den Wahlkreis Hannover 33 (Lehe – Geestemünde) an.
Im Jahr 1868 wurde er in den Reichstag des Norddeutschen Bundes und 1871 bis 1874 in den Reichstag gewählt. Dorthin wählte ihn der Wahlkreis Provinz Hannover 6 (Hoya-Verden). Er war Mitglied der Nationalliberalen Partei.
Ernst Adickes war der Onkel des Kommunalpolitikers Franz Adickes (1846–1915). Die Tochter Erneste Adickes war mit dem Juristen und Politiker Carl Hugenberg verheiratet.

## Belege
1. ↑  Bernd Haunfelder, Klaus Erich Pollmann: Reichstag des Norddeutschen Bundes 1867–1870. Historische Photographien und biographisches Handbuch (= Photodokumente zur Geschichte des Parlamentarismus und der politischen Parteien. Band 2). Droste, Düsseldorf 1989, ISBN 3-7700-5151-3, Foto S. 52, Kurzbiographie S. 369.
2. ↑  Franz Adickes – GenWiki. In: wiki.genealogy.net. Abgerufen am 27. November 2015.
3. ↑  Mann, Bernhard (Bearb.): Biographisches Handbuch für das Preußische Abgeordnetenhaus. Mitarbeit von Martin Doerry, Cornelia Rauh und Thomas Kühne. Düsseldorf : Droste Verlag, 1988, S. 45 (Handbücher zur Geschichte des Parlamentarismus und der politischen Parteien : Bd. 3);zu den Wahlergebnissen siehe Thomas Kühne: Handbuch der Wahlen zum Preußischen Abgeordnetenhaus 1867–1918. Wahlergebnisse, Wahlbündnisse und Wahlkandidaten (= Handbücher zur Geschichte des Parlamentarismus und der politischen Parteien. Band 6). Droste, Düsseldorf 1994, ISBN 3-7700-5182-3, S. 339–341.
4. ↑  Fritz Specht, Paul Schwabe: Die Reichstagswahlen von 1867 bis 1903. Eine Statistik der Reichstagswahlen nebst den Programmen der Parteien und einem Verzeichnis der gewählten Abgeordneten. 2. Auflage. Verlag Carl Heymann, Berlin 1904, S. 119.

| Personendaten    | Personendaten            |
| ---------------- | ------------------------ |
| NAME             | Adickes, Ernst Friedrich |
| KURZBESCHREIBUNG | deutscher Politiker, MdR |
| GEBURTSDATUM     | 7. März 1811             |
| GEBURTSORT       | Cappel                   |
| STERBEDATUM      | 26. Januar 1878          |
| STERBEORT        | Hannover                 |